# 尼克斯 (阿拉巴馬州)
尼克斯（英語：Nix）是一個位於美國阿拉巴馬州富蘭克林縣的非建制地區。該地的面積和人口皆未知。

## 地理
尼克斯的座標為34°21′05″N 88°47′03″W / 34.35138°N 88.78416°W，而該地最高點為海拔高度294米（即965英尺）。